# Zéguédéga Poessé
Ne doit pas être confondu avec Zéguédéga.
Zéguédéga Poessé est une localité située dans le département de Dialgaye de la province du Kouritenga dans la région Centre-Est au Burkina Faso.

## Santé et éducation
Le village possède un centre permanent d'alphabétisation et de formation (CPAF).